# Dwoinaja-Bucht
Die Dwoinaja-Bucht (transkribiert Dwoinaja buchta, übersetzt Zweifache Bucht) ist ein Seegebiet in Sewastopol an der Südwestspitze der Halbinsel Krim, das durch die Mündungsbereiche der flachen Soljonaja-Bucht (Salzige Bucht) und der schiffbaren Kasatschja- (Schilfbucht) sowie der benachbarten zum Fischereihafen ausgebauten Kamyschowaja-Bucht gebildet wird.

## Name
Vor dem Bau zweier Molen, die den Hafen in der Kamyschowaja-Bucht schützen, trug das Gebiet den Namen Troinaja buchta (übersetzt Dreifache Bucht). Das Wasser der Kamyschowaja-Bucht spielt seither für die Strömung in der Bucht fast keine Rolle mehr, weil der Wasseraustausch fast ausschließlich von der Kasatschja- und Soljonaja-Bucht bestimmt wird. Im Englischen fand man mit „Triple‑Double Bay“ einen Begriff, der allen möglichen Missverständnissen vorbeugt.
Die drei Buchten, die als die ehemaligen drei Häfen der antiken Stadt Chersones gelten, fanden beim griechischen Geschichtsschreiber und Geographen Strabon erstmals Erwähnung (Strabon VII 308). Viel später wurden diese natürlichen Anlegeplätze im Zusammenhang mit den Ausgrabungen auf der herakleotischen Halbinsel auch als „Bucht von Fanary“ oder „Fanari“ in anderer Schreibweise bezeichnet. So zum Beispiel in einer Abhandlung des Historikers Karl Neumann aus dem Jahr 1855. Hier ist zu lesen „… die Herakleoten [wählten] die westlichste Bucht für ihre erste Ansiedelung, die Bucht von Fanary, die, weil sie sich im Innern in drei Theile verzweigt, von Murawjow-Apostol passend auch die dreifache Bucht genannt wird“. Dieser Name entspricht einer Transkription aus dem Griechischen. Das Wort Φανάρι, Aussprache [faˈnari],  steht dort für die Begriffe Laterne, Ampel aber auch Leuchtturm oder  Leuchtfeuer.
Heute scheint diese Bezeichnung vergessen zu sein und wird vielleicht passender unter dem russischen Namen „Бухта Фанари“ (übersetzt Fanari-Bucht) für eine kleine Einbuchtung benutzt, die sich nach Osten unmittelbar an das Kap Chersones,  dem westlichster Punkt Sewastopols, mit seinem Leuchtturm anschließt.